# 899
899是898與900之間的自然數，是正奇數，亦是合成數。

## 數學性質
- 是一個正整數，即自然數。
- 是一個奇數。
- 在十進制表達下，是一個三位數。
- 相反數是-899。
- 倒數是1/899。

- 合數，正因數有1、29、31和899。
質因數分解為{\displaystyle 29\times 31}。
- 虧數，真因數和為61，虧度為838。
- 不尋常數，大於平方根的質因數為31。
- 半質數。
- 無平方數因數的數。
- 十进制的奢侈數。
- 其近似值可取為900，或較罕有地，取為1000。

## 整除性
- 899不是一個質數，是一個合成數。[1]
- 合數，正因數有1、29、31和899。
質因數分解為{\displaystyle 29\times 31}。
- 虧數，真因數和為61，虧度為838。
- 不尋常數，大於平方根的質因數為31。
- 半質數。
- 無平方數因數的數。
- 十进制的奢侈數。
- 因此，899是孿生質數(29,31)的積。[2]
- 899的所有因數包括:-899, -31, -29, -1, 1, 29, 31, 899